# Ghetto Heisman
Ghetto Heisman – drugi album amerykańskiego rapera WC.

## Lista utworów
| #  | Czas                   | Goście                       | Producent          |
| -- | ---------------------- | ---------------------------- | ------------------ |
| 1  | Highlight Reel (Intro) |                              | Double-E           |
| 2  | Bellin'                | Kokane                       | Brian Wilson       |
| 3  | The Streets (Re-Twist) | Snoop Dogg & Nate Dogg       | Scott Storch       |
| 4  | Fake Niggas (Skit)     |                              |                    |
| 5  | So Hard                | Scarface                     | Buckwild           |
| 6  | Flirt                  | Case                         | Rick Rock          |
| 7  | 187um Burgers (Skit)   |                              |                    |
| 8  | Walk                   | Ice Cube & Mack 10           | Battlecat          |
| 9  | Tears Of A Killa       | Butch Cassidy                | Battlecat          |
| 10 | Da Get Together        | Butch Cassidy                | Flip, Tony Pizarro |
| 11 | Throw Ya Hood Up       | Toofpick                     | Flip, Tony Pizarro |
| 12 | Wanna Ride             | Ice Cube, MC Ren             | Flip, Tony Pizarro |
| 13 | Bang Loose             | Dauville, Dr. Stank & Lady T | Flip, Tony Pizarro |
| 14 | Get Out                |                              | Neckbones          |
| 15 | Let's Make A Deal      | Gangsta & Lina               | Crazy Toones       |
| 16 | Something 2 Live 4     |                              | Derek "LA" Johnson |

## Pozycja na listach
| Lista (2002)                          | Pozycja |
| ------------------------------------- | ------- |
| U.S. Billboard 200                    | 46      |
| U.S. Billboard Top R&B/Hip-Hop Albums | 7       |